# Awer Mabil
Awer Bul Mabil (Kakuma, Kenia, 15 de septiembre de 1995) es un futbolista sursudanés, nacionalizado australiano, que juega en la posición de centrocampista en el C. D. Castellón de la Segunda División de España.

## Selección nacional
Tras jugar en la selección de fútbol sub-20 de Australia, y en la sub-23, finalmente hizo su debut con la selección absoluta el 15 de octubre de 2018 en un encuentro amistoso contra Kuwait que finalizó con un resultado de 0-4 a favor del combinado australiano tras los goles de Tom Rogić, Apostolos Giannou, un autogol de Khalid El Ebrahim, y otro gol del mismo Mabil.

### Goles internacionales
| # | Fecha                    | Estadio                                                              | Oponente      | Gol | Resultado | Competición                        |
| - | ------------------------ | -------------------------------------------------------------------- | ------------- | --- | --------- | ---------------------------------- |
| 1 | 15 de octubre de 2018    | Estadio Al Kuwait SC, Kuwait, Kuwait                                 | Kuwait        | 0-4 | 0-4       | Amistoso                           |
| 2 | 30 de diciembre de 2018  | Estadio Maktoum bin Rashid Al Maktoum, Dubái, Emiratos Árabes Unidos | Omán          | 0-3 | 0-5       | Amistoso                           |
| 3 | 11 de enero de 2019      | Estadio Al-Rashid, Dubái, Emiratos Árabes Unidos                     | Palestina     | 0-2 | 0-3       | Copa Asiática 2019                 |
| 4 | 15 de enero de 2019      | Estadio Khalifa bin Zayed, Al-Ain, Emiratos Árabes Unidos            | Siria         | 1-0 | 3-2       | Copa Asiática 2019                 |
| 5 | 2 de septiembre de 2021  | Estadio Internacional Jalifa, Doha, Catar                            | China         | 1-0 | 3-0       | Clasificación para el Mundial 2022 |
| 6 | 7 de octubre de 2021     | Estadio Internacional Jalifa, Doha, Catar                            | Omán          | 1-0 | 3-1       | Clasificación para el Mundial 2022 |
| 7 | 1 de junio de 2022       | Estadio Al Janoub, Al Wakrah, Catar                                  | Jordania      | 2-1 | 2-1       | Amistoso                           |
| 8 | 22 de septiembre de 2022 | Estadio Suncorp, Brisbane, Australia                                 | Nueva Zelanda | 1-0 | 1-0       | Amistoso                           |
| 9 | 24 de marzo de 2023      | Western Sydney Stadium, Sídney, Australia                            | Ecuador       | 2-1 | 3-1       | Amistoso                           |

## Clubes
| Club                             | País            | Año       | Partidos | Goles |
| -------------------------------- | --------------- | --------- | -------- | ----- |
| Campbelltown City S. C.          | Australia       | 2012      | 14       | 1     |
| Adelaide United F. C.            | Australia       | 2013-2015 | 51       | 9     |
| F. C. Midtjylland                | Dinamarca       | 2015-2016 | 10       | 0     |
| Esbjerg fB (cedido)              | Dinamarca       | 2016-2017 | 32       | 6     |
| F. C. Paços de Ferreira (cedido) | Portugal        | 2017-2018 | 30       | 3     |
| F. C. Midtjylland                | Dinamarca       | 2018-2022 | 136      | 20    |
| Kasımpaşa S. K. (cedido)         | Turquía         | 2022      | 11       | 2     |
| Cádiz C. F.                      | España          | 2022-2023 | 6        | 0     |
| A. C. Sparta Praga (cedido)      | República Checa | 2023      | 16       | 2     |
| Grasshoppers                     | Suiza           | 2023-2025 | 32       | 8     |
| C. D. Castellón                  | España          | 2025-     | 14       | 0     |

## Palmarés

### Campeonatos nacionales
| Título                               | Club                  | País            | Año  |
| ------------------------------------ | --------------------- | --------------- | ---- |
| FFA Cup                              | Adelaide United F. C. | Australia       | 2014 |
| Copa de Dinamarca                    | F. C. Midtjylland     | Dinamarca       | 2019 |
| Superliga de Dinamarca               | F. C. Midtjylland     | Dinamarca       | 2020 |
| Liga de Fútbol de la República Checa | A. C. Sparta Praga    | República Checa | 2023 |